# Cherax cuspidatus
Cherax cuspidatus е вид десетоного от семейство Parastacidae. Видът не е застрашен от изчезване.

## Разпространение и местообитание
Разпространен е в Австралия (Нов Южен Уелс).
Обитава крайбрежията на сладководни басейни, реки и потоци.